# Premier League Malti 1947-1948
Il campionato era formato da otto squadre e la Valletta F.C. vinse il titolo.

## Classifica finale
| Pos. | Squadra              | G  | V  | N | P  | GF | GS | Punti |
| ---- | -------------------- | -- | -- | - | -- | -- | -- | ----- |
| 1    | Valletta F.C.        | 14 | 10 | 3 | 1  | 44 | 16 | 23    |
| 2    | Ħamrun Spartans F.C. | 14 | 10 | 1 | 3  | 43 | 27 | 21    |
| 3    | Sliema Wanderers     | 14 | 7  | 5 | 2  | 35 | 23 | 19    |
| 4    | Floriana             | 14 | 6  | 3 | 5  | 31 | 23 | 15    |
| 5    | St. George's F.C.    | 14 | 6  | 2 | 6  | 31 | 40 | 14    |
| 6    | Hibernians F.C.      | 14 | 4  | 3 | 7  | 29 | 35 | 11    |
| 7    | Naxxar Lions         | 14 | 2  | 4 | 8  | 16 | 29 | 8     |
| 8    | Melita F.C.          | 14 | 0  | 1 | 13 | 13 | 49 | 1     |